# Phegopteris hexagonoptera
Phegopteris hexagonoptera là một loài thực vật có mạch trong họ Thelypteridaceae. Loài này được (Michx.) Fée miêu tả khoa học đầu tiên năm 1852.

## Hình ảnh

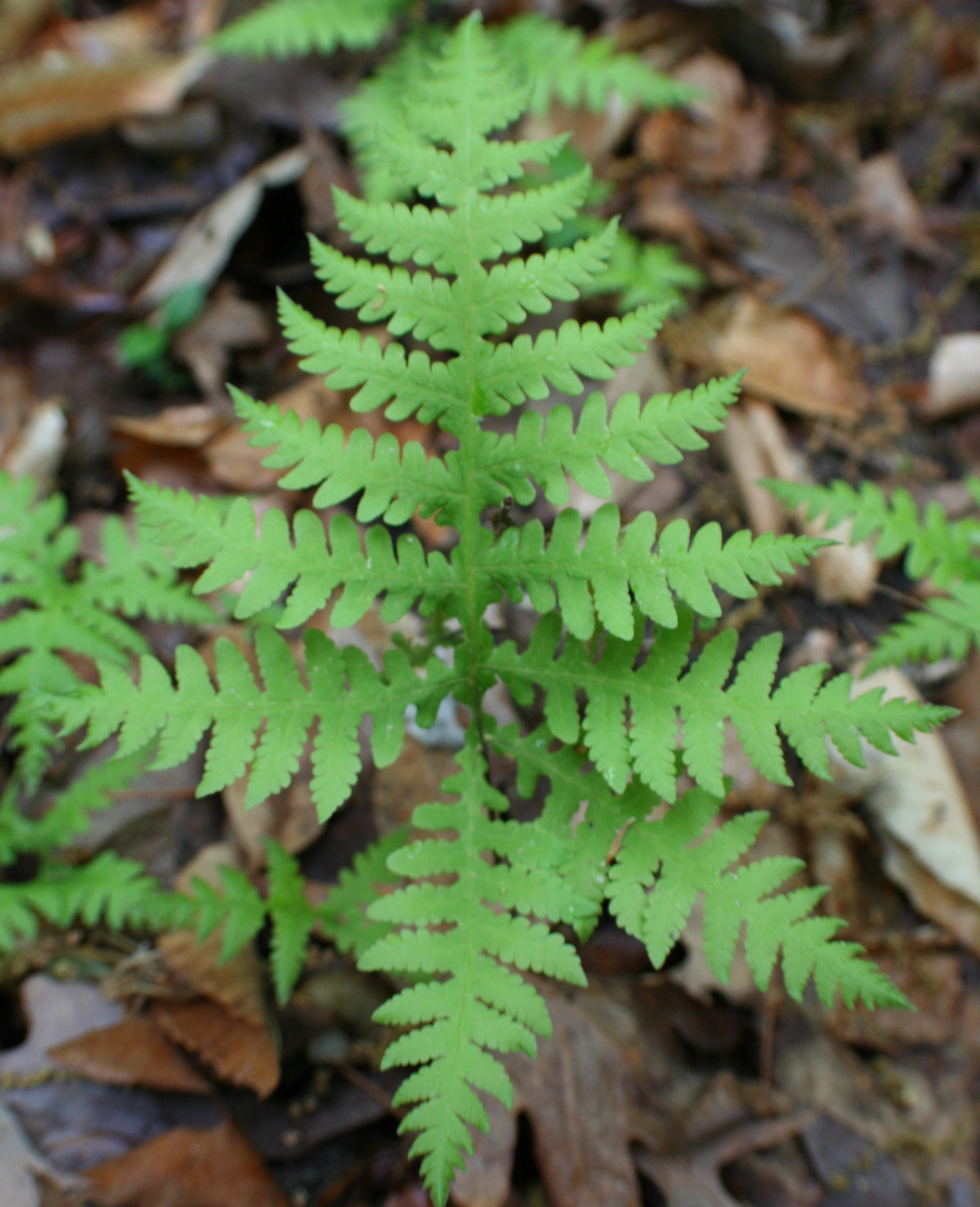
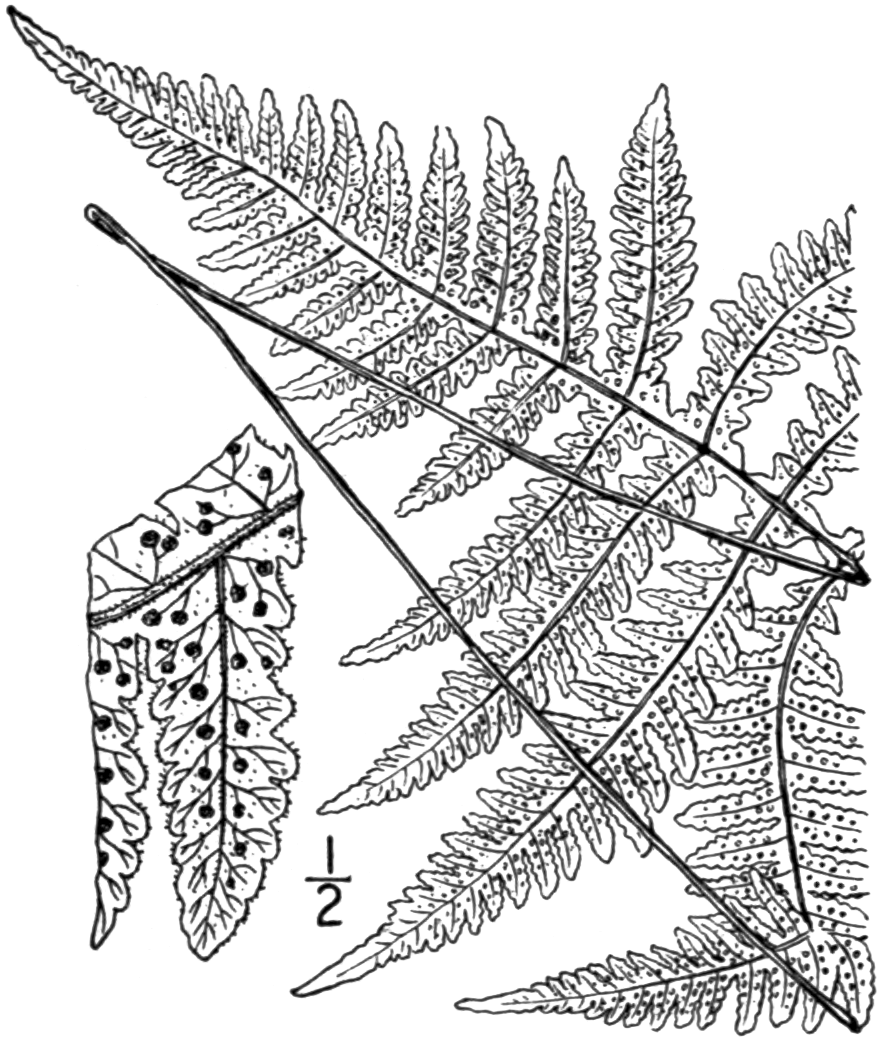
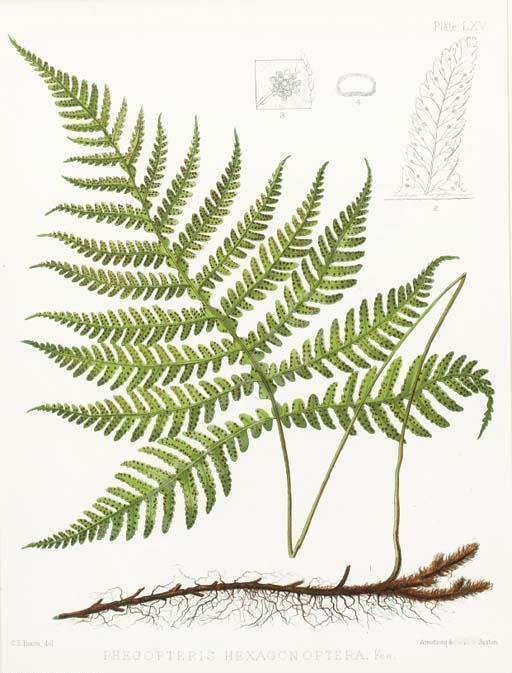
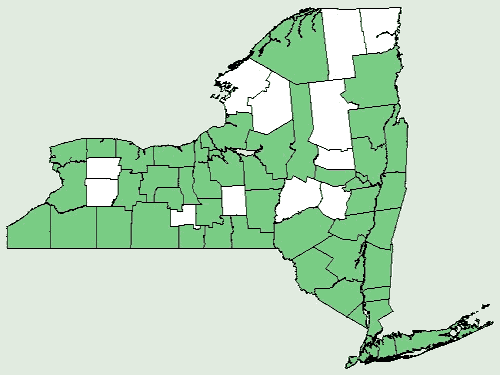